# Anton Fokker
Anton Herman Gerard (Anthony) Fokker (ur. 6 kwietnia 1890 w Blitar w Holenderskich Indiach Wschodnich, zm. 23 grudnia 1939 w Nowym Jorku w USA) – holenderski pionier lotnictwa, konstruktor i producent samolotów. W 1925 skonstruował pierwszy trójsilnikowy samolot pasażerski.

## Życiorys
W 1911 skonstruował swój pierwszy samolot de Spin („Pająk”). Ta konstrukcja wkrótce zakończyła swój żywot na drzewie, jednakże w kolejnych wersjach Spina Fokker poprawiał wady konstrukcji i udoskonalał swój projekt. Właśnie w drugiej wersji Spina Anton Fokker zdobył licencję pilota. W 1912 otworzył swoje pierwsze przedsiębiorstwo lotnicze w Niemczech, w niewielkiej miejscowości pod Berlinem. Zaprojektował również synchronizator karabinu maszynowego.
Po zakończeniu I wojny światowej traktat wersalski narzucił na Niemcy szereg ograniczeń związanych z rozwojem lotnictwa. Fokker przeniósł się więc do Holandii, gdzie w 1919 założył w Amsterdamie nowe przedsiębiorstwo o firmie Fokker i zainteresował się bardziej samolotami cywilnymi. Wkrótce wyemigrował do Stanów Zjednoczonych, gdzie w 1922 uzyskał obywatelstwo amerykańskie i otworzył amerykańską filię swego przedsiębiorstwa pod nazwą Atlantic Aircraft.
W 1927 A. Fokker ożenił się w Nowym Jorku z Violet Austman, która zmarła w niewyjaśnionych okolicznościach na skutek upadku w jednym z hoteli dwa lata później.
Zmarł w Nowym Jorku na zapalenie opon mózgowo-rdzeniowych w wieku 49 lat. W 1940 jego prochy zostały przewiezione do Driehuis, gdzie zostały pochowane w grobowcu rodzinnym.